# کوتارو هیگاشی
کوتارو هیگاشی (انگلیسی: Kotaro Higashi؛ زادهٔ ۲۱ ژانویهٔ ۱۹۸۹) بازیکن فوتبال اهل ژاپن است.